# Тимонино (Устюженский район)
Тимо́нино — деревня в Устюженском районе Вологодской области.
Входит в состав Устюженского сельского поселения, с точки зрения административно-территориального деления — в Устюженский сельсовет.
Расстояние по автодороге до районного центра Устюжны — 12 км. Ближайшие населённые пункты — Вороново, Дягилево, Скоблево, Шилово.
Население по данным переписи 2002 года — 3 человека.